# Shingo Akamine
Shingo Akamine (Naha (Okinawa), 8 december 1983) is een Japans voetballer (aanvaller) die sinds 2011 voor de Japanse eersteklasser Vegalta Sendai uitkomt. Daarvoor speelde hij voor FC Tokyo.